# Code d'Euric
Droit Romano-germain
Droit du haut Moyen Âge
Edits de Théodoric II et de Théodoric Ier Bréviaire d'Alaric

Le code d'Euric (en latin : codex Euricianus) est un ancien code de lois qui fixe par écrit les lois orales germaniques ou « coutumes », applicables à la population qui s'est établie sur une partie de la Gaule du Sud et de l'Espagne, les Wisigoths. Il est écrit en 476 après notre ère.

## Origine du code
Fort de ses succès militaires face à l'Empire romain, le roi Euric, successeur de Théodoric II, s'est attaché à renforcer la cohésion de son royaume en donnant au peuple wisigoth un code de lois. Il fait partie des grands codes de droits promulgués par les royaumes du haut Moyen Âge qui sont largement influencés par le droit romain. Le code d'Euric plonge aussi ses racines dans les édits de Théodoric II et Théodoric Ier, précédents rois wisigoths. Une partie du code seulement nous est parvenue écrite en latin. Il y a plus de 330 chapitres dans ce code de lois ; c'est la législation la plus importante depuis l'arrivée des Goths en Gaule. 

## Quelques règles du code
La vassalité est codifiée dans les fragments qui nous sont parvenus : les relations entre le vassal (buccelarius) et le seigneur (patro) et leurs descendants sont codifiées. Des hommes libres peuvent aussi se mettre volontairement au service d'autres hommes. La recommandation (commendatio) comporte un serment et un engagement de « respect » de la part du vassal et de protection de la part du seigneur.
Les serfs (servi) sont différents des anciens esclaves. Ils ne peuvent pas quitter leur maître mais ils sont protégés par celui-ci. On en trouve jusque dans l'armée.
Beaucoup des lois qui nous sont parvenus se réfèrent aux soldats, groupe important dans une société de guerriers : par exemple, pour le meurtre d'un homme dont l'âge est compris entre 20 et 50 ans, le meurtrier et sa famille devront payer 300 sous d'or ; pour le meurtre d'un homme de 65 ans et plus, le tarif est de 100 sous.
Le système de partage des terres au tiers est en place depuis l'arrivée des Goths en Gaule ; mais ses limites sont parfois contestées. Les lots gothiques et les tiers romains, s'ils n'ont pas été révoqués depuis 50 ans ne peuvent plus faire l'objet de litiges. Sur les forêts demeurées indivises entre Goths et Romains, celui qui cultive une portion défrichée doit donner une portion défrichée égale à celle qu'il vient de défricher à l'autre propriétaire.
Les donations anciennes des rois précédents aux hommes libres ne peuvent être enlevées.
Le prêt simple existe avec un taux maximal d'intérêt à 1 sou pour 8 sou (soit 12.5 % par an). 
Les biens de l’Église gothique et de l'Église catholique ne peuvent être vendus.
En ce qui concerne les biens féminins, le code d'Euric reprend la loi de Théodoric Ier à ce sujet. La succession des terres patrimoniales est faite entre tous les enfants, à parts égales, tant que les filles ne sont pas mariées. Lors du mariage d'une fille, celle-ci reçoit une dot mobilière qui s'ajoute au « don du matin » constitué par son époux.

## L'héritage du code d'Euric
Le code d'Euric sera remplacé, dans le royaume wisigoth, peu après par le bréviaire d'Alaric, réalisé et promulgué sur ordre de son fils Alaric II en 506. Les lois du roi goth d'Espagne Léovigild (Codex Revisus), un siècle plus tard, s'inspirent directement du code d'Euric.

### Sources
- Bastier (J.), Droit wisigothique et droit germanique, in Mélanges Dauvillier, Toulouse, 1979, p. 47-64
- Palimpseste B.N. Paris, Ms. Latin 12.161: fragments du code d'Euric.
- Renée Mussot-Goulard, Les Goths, Atlantica, Biarritz, 1999.
- Fragments du Code du roi Euric, éd. Álvaro d'Ors, Madrid, 1960.
- Edictum Eurici in Antiqua Leovigildi, éd. K. Zeumer, M.G.H., Legum sectio I, t.1, p. 385 et sq.